# Game Night - Indovina chi muore stasera?
Game Night - Indovina chi muore stasera? (Game Night) è un film del 2018, diretto da John Francis Daley e Jonathan M. Goldstein.
Il film è dedicato a John Bernecker, stuntman deceduto nel luglio 2017.

## Trama
Dopo essersi conosciuti durante una partita collettiva a Trivia in un pub, Max e Annie capiscono di amarsi e si sposano. Dopo qualche tempo, però, lo stress accumulato da Max a causa del suo complesso di inferiorità nei confronti del fratello Brooks arriva a compromettere la serenità della loro coppia e la fertilità di Max. I due continuano a coltivare la loro passione maniacale per i giochi in società e a organizzare serate-gioco con altre coppie di loro amici, dalle quali escludono il loro vicino paranoico Gary, che di mestiere fa il poliziotto.
Poi, un giorno, Brooks propone a Max, a Annie e ai loro amici di organizzare una serata-gioco nella sua lussuosa villa basata sul film Invito a cena con delitto, che preveda una detection per risolvere il mistero di un finto rapimento che avrebbe come vittima uno dei giocatori. Ma una serie di assurde coincidenze trasforma la finzione in realtà: sotto gli occhi divertiti dei presenti, che credono ancora di partecipare a qualcosa di finto, avviene invece il vero rapimento del padrone di casa da parte di alcuni malviventi. È solo l'inizio di una serie di circostanze sempre più imprevedibili che porteranno Max e Annie (e Max e Brooks) a ripensare radicalmente al loro rapporto.

## Produzione
Le riprese del film sono iniziate nell'aprile 2017 ad Atlanta.
Il budget del film è stato di 37 milioni di dollari.

## Promozione
Il primo trailer del film viene diffuso il 9 novembre 2017.

## Distribuzione
La pellicola è stata distribuita nelle sale cinematografiche statunitensi a partire dal 23 febbraio 2018, mentre in Italia dal 1º maggio dello stesso anno.

## Accoglienza

### Critica
Il film è stato accolto positivamente dalla critica: sul sito Rotten Tomatoes ottiene l'81% delle recensioni professionali positive, con un voto medio di 6,7 su 10, mentre su Metacritic ottiene un punteggio di 66 su 100.

### Incassi
Il film ha incassato 117,6 milioni di dollari in tutto il mondo.

## Riconoscimenti
- 2018 - People's Choice Awards[7]
  - Candidatura per il film commedia preferito dal pubblico
- 2018 - San Diego Film Critics Society Awards[8]
  - Miglior cast
  - Miglior montaggio a Dave Egan e Jamie Gross
  - Candidatura per la miglior performance comica a Jason Bateman
  - Candidatura per la miglior performance comica a Jesse Plemons
- 2019 - Critics' Choice Awards[9]
  - Candidatura per il miglior film commedia
  - Candidatura per il miglior attore in un film commedia a Jason Bateman
  - Candidatura per la miglior attrice in un film commedia a Rachel McAdams